# Amours de Reine
Pour plus de détails, voir Fiche technique et Distribution.

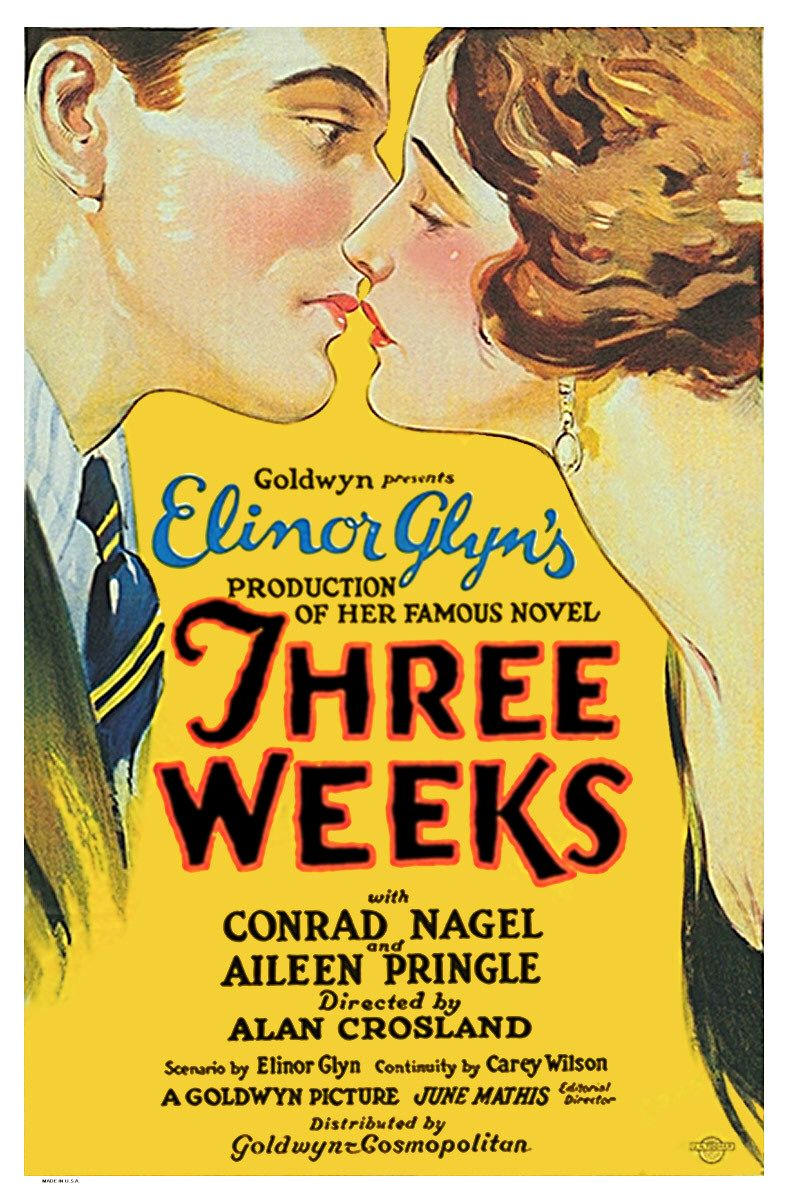
Affiche du film

Amours de reine (Three Weeks) est un film muet américain réalisé par Alan Crosland et sorti en 1924.
Une copie du film est conservée dans les archives du cinéma Gosfilmofond à Moscou.

## Synopsis
La Reine de Sardalia n'est pas heureuse en ménage avec le roi qui est un époux brutal. Elle décide de partir en voyage en Suisse, où elle rencontre Paul Verdayne, un jeune aristocrate avec qui elle a une aventure durant trois semaines.

## Fiche technique
- Titre original : Three Weeks
- Réalisation : Alan Crosland
- Scénario : Carey Wilson, d'après le roman Three Weeks d'Elinor Glyn
- Production : Samuel Goldwyn
- Directeur de la photographie : John J. Mescall
- Distributeur : Goldwyn Pictures
- Durée : 80 minutes (8 bobines)[2]
- Date de sortie : 
  - États-Unis : 10 février 1924

## Distribution
- Aileen Pringle : la Reine
- Conrad Nagel : Paul Verdayne
- John St. Polis : le Roi
- H. Reeves-Smith : Sir Charles Verdayne
- Stuart Holmes : Petrovich
- Mitchell Lewis a: Vassili
- Robert Cain : Verchoff
- Nigel De Brulier : Dimitri
- Claire de Lorez : Mitze
- Dale Fuller : Anna
- Helen Dunbar : Lady Henrietta Verdayne
- Alan Crosland Jr. : le jeune roi de Sardalia
- Joan Standing : Isabella
- William Haines : Curate